# Chiesa della Natività della Beata Vergine Maria (Scardona)
La chiesa della Natività della Beata Vergine Maria (in croato: Katedrala Porođenja Blažene Djevice Marije) si trova a Scardona, in Croazia. La chiesa è stata cattedrale della diocesi di Scardona, soppressa nel 1828.

## Storia
La cattedrale della Natività della Beata Vergine Maria è stata costruita sulle rovine di una moschea, a sua volta edificata sulle fondamenta della vecchia chiesa distrutta durante la dominazione ottomana a Scardona (1522-1683). Con l'arrivo dei veneziani ha avuto inizio la costruzione della nuova cattedrale, in gran parte finanziata dal governo veneziano. La chiesa fu costruita secondo il progetto dell'italiano Francesco Melchiorre, completata nel 1758 e dedicata come cattedrale il 16 aprile 1758 dal vescovo Antun Becić (1754-1759). Nel 1828 la diocesi di Scardona è stata soppressa. Papa Pio IX ha dichiarato nel 1867 la chiesa abbaziale.
Nel 1991, durante la guerra di Jugoslavia, la chiesa ha subito gravi danni.

## Descrizione
La chiesa ha una sola navata con abside semicircolare, è orientata nord-ovest/sud-est. La facciata della chiesa presenta un frontone triangolare con un portale barocco. Sull'architrave della porta d'ingresso principale è posta la scritta in latino: Nativitas Virginis Mariae. Ai lati del portale vi sono due nicchie contenenti le statue di San Francesco e Sant'Antonio.
L'interno della chiesa è articolato in quattro pilastri in pietra su ogni lato. Nell'abside sono posti tre affreschi: la Nascita di Maria nel centro, la Nascita di Gesù a destra e la Resurrezione di Gesù a sinistra, opera di Zebedeo Piccini nel 1860. La chiesa ha sei altari. L'altare maggiore è dedicato al Santissimo Sacramento. Il soffitto della chiesa è piatto, intonacato e dipinto.